# Can Janoher
La Can Janoher és edifici del municipi de Palafrugell (Baix Empordà) inclòs en l'Inventari del Patrimoni Arquitectònic de Catalunya

## Descripció
El conjunt està situat al barri del Pedró. La masia és un edifici de grans dimensions i coberta de teula a dues vessants; presenta a la façana del carrer del Pedró una porta d'accés adovellada d'arc carpanell; la resta d'obertures són allindanades. És remarcable a la llinda d'una finestra de la planta baixa la inscripció "Ave Maria sin pecado consebida/1690", amb relleu de l'Agnus Dei. Al primer pis hi ha una altra inscripció del 1597.

## Història
Antiga masia dels segles XVI-XVII, segons consta a les inscripcions de la façana. Durant el s. XIX els seus propietaris, la família Masdevall, van construir un edifici industrial annex, dedicat a la fabricació de taps de suro.